# The Warrens of Virginia (film 1924)
The Warrens of Virginia è un film muto del 1924 diretto da Elmer Clifton. Prodotto dalla Fox Film Corporation, era interpretato da Rosemary Hill, Martha Mansfield, Wilfred Lytell, George Backus, Frank Andrews e J. Barney Sherry nel ruolo del generale Lee e Wilbur J. Fox in quello del generale Grant.
La sceneggiatura di William C. de Mille si basa sul suo omonimo lavoro teatrale, andato in scena per la prima volta a Broadway il 3 dicembre 1907. Il dramma di de Mille era già stato portato sullo schermo nel 1915 con un altro The Warrens of Virginia, diretto da Cecil B. DeMille e interpretato da Blanche Sweet e House Peters.

## Trama
Al tenente Burton, ufficiale unionista, viene affidata la missione di farsi catturare dai confederati: latore di falsi dispacci, Burton, con il suo arresto, potrà depistare il nemico, nascondendo i veri piani dell'esercito dell'Unione. La trappola scatta in casa della fidanzata di Burton: l'ufficiale nordista viene arrestato ma è condannato per spionaggio. Prima di essere impiccato, arriva però l'annuncio della resa del generale Lee e Betty lo salva. Finita la guerra, i due fidanzati, divisi da un malinteso, possono finalmente chiarirsi e superare le loro incomprensioni.

## Produzione
Il film, prodotto dalla Fox Film Corporation, venne girato nei Fox Studios di New York e, in esterni, nel Texas, a San Antonio. L'attrice Martha Mansfield morì durante le riprese in Texas: era seduta dentro un'automobile quando il suo elaborato costume prese fuoco. Il co-protagonista Wilfred Lytell spense le fiamme gettandole addosso un cappotto ma l'attrice, portata subito in ospedale, non riuscì a salvarsi a causa della gravità delle ustioni subite.

## Distribuzione
Il copyright del film, richiesto dalla Fox Film Corp., fu registrato l'8 settembre 1924 con il numero LP20592.
Distribuito dalla Fox Film Corporation e presentato da William Fox, il film uscì nelle sale cinematografiche statunitensi il 12 ottobre 1924.
Non si conoscono copie ancora esistenti della pellicola che viene considerata presumibilmente perduta.